# Swades – Heimat
Swades (Hindi, स्वदेश, svadeś, wörtl.: Heimatland) ist ein Bollywood-Film, der in Indien 2004 in die Kinos kam. Er thematisiert die Entwicklungsprobleme Indiens.

## Handlung
Mohan Bhargava ist ein in den USA lebender Inder (NRI = non-residential Indian), der bei der NASA als Experte für Satelliten angestellt ist. Sein Leben läuft amerikanisch ab und ihm wird die Einbürgerung in Aussicht gestellt. Trotzdem ist er in letzter Zeit mit seinen Gedanken in der Heimat. Er denkt an seine Kaveriamma (Kishori Balal), die ihn aufgezogen hat und nach dem Tod seiner Eltern sein Halt wurde. Nachdem er in die USA ging, um dort zu studieren, ließ er sie in einem Altenheim zurück. Dies möchte er nun korrigieren und Kaveri zu sich holen.
Er nimmt sich Urlaub für 14 Tage und fliegt nach Delhi, um Kaveriamma zu überraschen. Doch im Heim erfährt er nur, dass Kaveriamma bereits von einer Frau vor Jahren zu sich genommen wurde und nun im Dorf Charanpur lebt.
Also mietet sich Mohan ein Wohnmobil und macht sich auf den Weg nach Charanpur. Auf diesem Weg entdeckt der NRI seine Heimat neu. Als er endlich Kaveriamma trifft, wird offensichtlich, dass ihm das Leben auf dem Dorf fremd geworden ist. Den Problemen seines Ursprungslandes mit Elektrizität und Analphabetismus sowie dem Kastensystem begegnet Mohan mit dem Blickwinkel eines im Ausland lebenden Inders, der nicht alles hinnehmen möchte.
Er erfährt, dass sich Kaveriamma nun um Gita und deren jüngeren Bruder Chikku kümmert, beide ebenfalls Waisen wie er. Gita leitet die örtliche Schule und kämpft hierbei als Frau gegen die Vorurteile der herrschenden Kasten an.
Mohan entschließt sich, Gita zu unterstützen, auch um damit Kaveriamma ausreichend Zeit für eine Entscheidung zu geben. Er verwickelt sich immer mehr in das Leben von Charanpur und dessen Probleme. Seine Arbeit bei der NASA gerät ins Hintertreffen. Nachdem er allerdings den Dorfbewohnern zeigt, dass man sein Schicksal selbst in die Hand nehmen muss, um etwas zu erreichen, kehrt er in die Staaten zurück und lässt Gita zurück, die ihn inzwischen liebt – und er sie auch. Nachdem sein Projekt bei der NASA erledigt ist, kehrt er jedoch nach Indien zurück, da ihm seine Heimat nicht mehr aus dem Kopf gegangen ist.

## Hintergrund
An seinem Meisterwerk Lagaan, das immerhin für den Oscar nominiert war, muss Regisseur Ashutosh Gowariker sein Nachfolgeprojekt messen lassen. Und während der Film dies durchaus auf seine Weise schafft, blieb ihm der große Erfolg in Indien bisher verwehrt, was auch an den meist negativen Kritiken liegen mag. Swades ist eine leise Stimme für das Wir-Gefühl in einer durch Kasten getrennten Gesellschaft. Daran erinnert Ashutosh Gowariker, dafür war sein Film in Übersee auch erfolgreich.

## Auszeichnungen
Shah Rukh Khan gewann 2004 für seine Rolle in Swades den Filmfare Award als Bester Hauptdarsteller und A. R. Rahman erhielt eine Auszeichnung für die beste Filmmusik.
Er war daneben in der Kategorie Beste Musik" nominiert. Udit Narayan und Master Vignesh waren als Bester Playbacksänger und Alka Yagnik als Beste Playbacksängerin vorgeschlagen.
Außerdem war Ashutosh Gowariker für die Beste Regie und Swades als Bester Film nominiert.
Ein Screen Weekly Award ging an Gayatri Joshi für ihr hervorragendes Debüt und Ashutosh Gowariker bekam einen besonderen Jury-Award.
Außerdem war er als bester Regisseur nominiert sowie in der Kategorie Bestes Drehbuch vorgeschlagen.
Er gewann den Critics Choice Award bei den Zee Cine Awards als bester Regisseur und war in der gleichen Kategorie nochmal für den Popular Award nominiert.
Swades war für den Popular Award als bester Film nominiert, Shah Rukh Khan als bester Schauspieler, Kishori Balal als beste Nebendarstellerin und Gayatri Joshi als Newcomerin.